# Exhaustivität
Exhaustivität ist ein Fremdwort, das vorrangig nur in der Bildungssprache mit der Bedeutung von Vollständigkeit verwendet wird, auch im Sinne von Vollständigkeitsprinzip. Es stammt von lat. exhaurire: erschöpfen (haurire: trinken, leeren) ab. Der Begriff wird häufig in den Sozial- und Sprachwissenschaften sowie der Statistik verwendet.
Das Vorliegen der Exhaustivität gewährleistet die Umsetzung des Vollständigkeitsprinzips, das bei statistischen, messtechnischen und weiteren Untersuchungen oftmals gefordert ist.
Das abgeleitete Adjektiv exhaustiv wird im Sinne von vollständig, erschöpfend oder umfassend verwendet.
Der Exhaustivität werden in verschiedenen Wissenschaftsdisziplinen z. B.
- die Disjunktivität, z. B. in der Medizintheorie;
- die Exklusivität, z. B. in [2];
- die Selektivität

als Gegenpol gegenübergestellt.

## Beispiele (Auswahl)

### Linguistik
Die Exhaustivität beschreibt die umfassende und ausschließliche Lesart eines Satzes.

### Sozialwissenschaften
Ein Kategoriensystem im Rahmen qualitativer Forschung ist dann exhaustiv, wenn keine Situation auftritt, in der eine Sache/ein Verhalten etc. nicht eindeutig klassifiziert werden kann. Ein Kategoriensystem zur Einordnung der beobachteten Haarfarbe bei Passanten in einer Straße leidet also dann unter mangelnder Exhaustivität, wenn es nur die nominalskalierten Kategorien
- blond
- braun
- rot

enthält. Wird dann ein schwarzhaariger Passant beobachtet, scheitert die korrekte Einordnung mangels Exhaustivität.

### Induktive Statistik
Die Exhaustivität ist ein Postulat für Schätzverfahren.